# Африканское командование Вооружённых сил США
Африканское командование Вооружённых сил США (англ. United States Africa Command (USAFRICOM, AFRICOM)) — межвидовое единое командование, зона ответственности которого охватывает весь африканский континент с соседними островами, за исключением территории Египта. Официально действует с 1 октября 2008 года. Постоянная штаб-квартира командования располагается в казармах Келли (Штутгарт, Германия).

## История
До создания нового командования территория африканского континента входила в зоны ответственности трёх различных командований — Командования вооружённых сил США в Европе (вся Африка, за исключением её северо-восточной части и Африканского Рога), Центрального командования вооружённых сил США (Египет, Судан, Эритрея, Эфиопия, Джибути, Сомали, Кения и Сейшельские острова) и Командования вооружённых сил США в зоне Тихого океана (Мадагаскар и Индийский океан).
Обсуждение необходимости создания нового континентального командования велось с 2003—2004 гг., отмеченных ростом напряжённости в районе богатой нефтью дельты Нигера, откуда значительная часть нефти экспортируется в США. Всё бо́льший интерес для США в Африке также представляют регионы Сахара-Сахель (район проведения одной из антитеррористических операций США), Африканский Рог и ещё один нефтеносный район — Гвинейский залив.
В 2013 по 2017 год американские военные принимали участие в операциях на территории 13 африканских стран: Буркина-Фасо, Камеруна, ЦАР, Чада, ДРК, Кении, Ливии, Мали, Мавритании, Нигера, Сомали, Южного Судана и Туниса. Они подразумевали выполнение различных миссий — от психологических до контртеррористических операций. В частности, осуществляется операция «Можжевеловый щит» по борьбе с терроризмом в регионе Сахеля.
Приоритетными направлениями деятельности АФРИКОМ на период с 2020 по 2025 год были определены:
- ослабление и уменьшение потенциала экстремистских организаций в странах Сахаро-Сахельской зоны и Магриба, противодействие террористической группировке «Аль-Каида в странах исламского Магриба», а также сдерживание нестабильности в Ливии;
- сдерживание и ослабление террористической группировки «Боко Харам»;
- пресечение незаконной деятельности и снижение уровня угроз в Гвинейском заливе и Центральной Африке в сотрудничестве с определёнными партнерами;
- нейтрализация террористической организации «Аш-Шабаб аль-Муджахедин» в Сомали и содействие процессу передачи полномочий в сфере безопасности от Миссии Африканского союза в Сомали правительству Сомали.

## Компоненты
- Командование Армии США в Европе и Африке (United States Army Europe and Africa (USAREUR-AF))
- Командование ВМС США в Европе и Африке (United States Naval Forces Europe-Africa (NAVEUR-NAVAF)) — военно-морская база Неаполь, Италия
- Командование ВВС США в Европе и Африке (United States Air Forces in Europe — Air Forces Africa (USAFE-AFAFRICA)) — авиабаза Рамштайн, Германия
- Силы морской пехоты США в Европе и Африке (United States Marine Forces Europe and Africa (MARFOREUR/AF)) — военная база Бёблинген, Германия
- Командование специальных операций США в Африке (United States Special Operations Command Africa) — казармы Келли, Штутгарт, Германия
  - Объединённое командование в районе Африканского Рога / Combined Joint Task Force — Horn of Africa (CJTF-HOA) — Кэмп Лемонньер, аэродром Джибути
  - Американские войска в Камеруне — аэродром Гаруа, Камерун

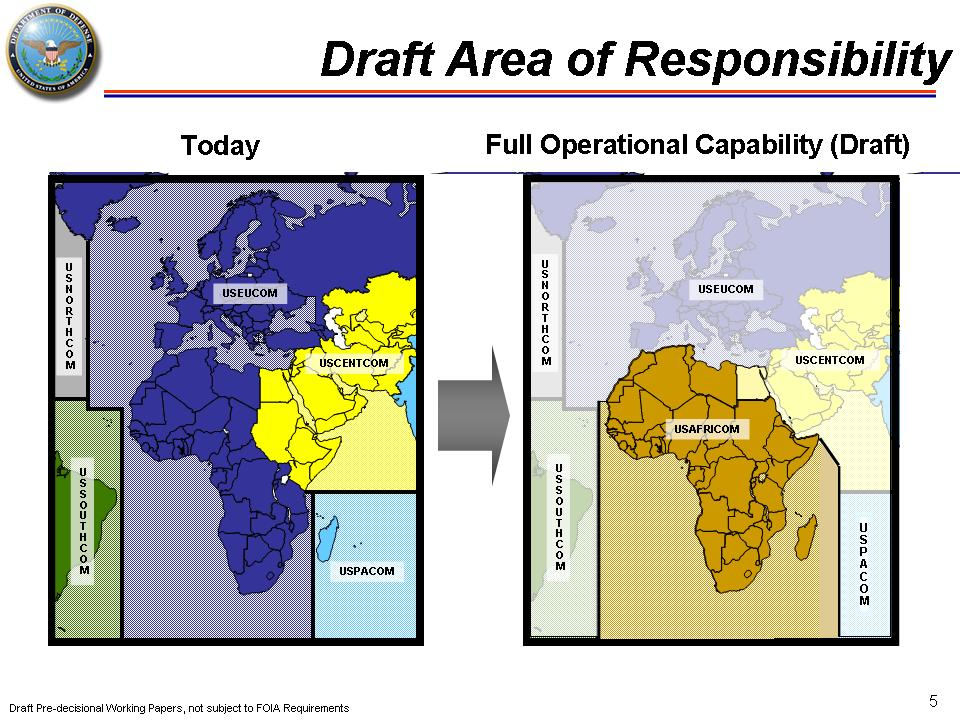
Проект перераспределения зон ответственности Европейского, Центрального и Тихоокеанского командований ВС США (февраль 2007)
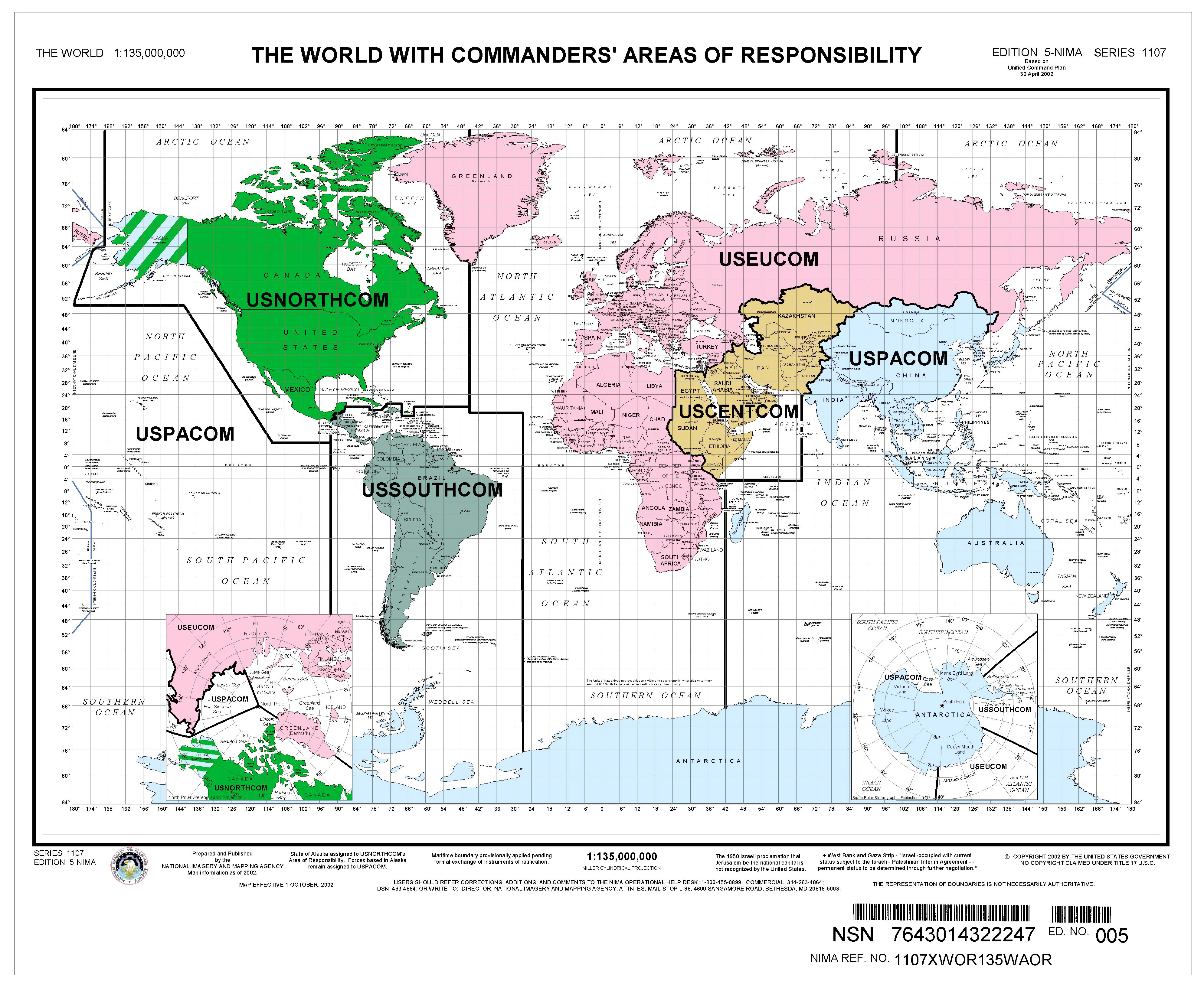
Зоны ответственности командований ВС США до 2008 года
Зоны ответственности командований ВС США после 2008 года